# La Alameda, Sonora
La Alameda är en ort i Mexiko.   Den ligger i kommunen Caborca och delstaten Sonora, i den nordvästra delen av landet, 1 900 km nordväst om huvudstaden Mexico City. La Alameda ligger 69 meter över havet och antalet invånare är 546.
Terrängen runt La Alameda är platt, och sluttar västerut. Runt La Alameda är det mycket glesbefolkat, med 6 invånare per kvadratkilometer. Närmaste större samhälle är Plutarco Elías Calles, 10,5 km nordost om La Alameda. Trakten runt La Alameda är ofruktbar med lite eller ingen växtlighet.